# The Silent Messenger
The Silent Messenger è un cortometraggio muto del 1914 diretto da Charles Giblyn.

## Produzione
Il film fu prodotto dalla Domino Film Company.

## Distribuzione
Distribuito dalla Mutual, il film - un cortometraggio in due bobine - uscì nelle sale cinematografiche statunitensi il 25 marzo 1914.